# Авіакатастрофа Ан-26 під Чугуєвом
Авіакатастрофа під Чугуєвом — авіаційна катастрофа, що сталася біля міста Чугуїв на Харківщині 25 вересня 2020 року. Під час планового навчального польоту впав військовий літак Ан-26Ш (б/н 76) 203-ї навчальної авіаційної бригади (в/ч А4104). Унаслідок катастрофи з 27 осіб, що перебували на борту, загинуло 26 людей та вижила 1 особа.

## Літак
Політ виконував літак Ан-26Ш (бортовий номер 76, заводський номер 56-08, випущений 21 жовтня 1977 року), який на момент катастрофи мав загальний наліт 5985 годин та здійснив 3450 посадок. У липні 1996 року пройшов ремонт на 410-му заводі цивільної авіації (Київ).
Від часу ремонту мав наліт 1800 годин та здійснив 2160 посадок. Для літаків цього типу межа ресурсу експлуатації визначена у 20 тисяч годин нальоту та 14 тисяч посадок. У серпні 2020 року під час огляду фахівцями ДП «Антонов» термін служби було продовжено до 21 червня 2022 року, а черговий капітальний ремонт мав відбутися у липні 2022 року. На літаку були встановлені двигуни АІ-24ВТ. Строк служби правого двигуна (випущений у четвертому кварталі 1974 року) до чергового ремонту був до 11 жовтня 2020 року, а лівого (випущений у грудні 1977 року) — до 5 червня 2021 року.
Літак був готовий до польотів і капітальний ремонт на 2020 рік для нього не планувався, а інформація на майданчику держзакупівель ProZorro, що була оприлюднена у липні 2020 року, про укладання договору на ремонт літаків, одним з яких був Ан-26Ш з бортовим номером 76 стосувалася робіт, які були виконані ДП «Антонов» у повному обсязі — було продовжено строк служби цього літака на 2 роки.

## Перебіг подій
З 18:50 25 вересня 2020 року тривали польоти на Ан-26Ш з підготовки курсантів льотної та штурманської спеціальностей Харківського національного університету Повітряних Сил ім. Кожедуба для здобуття ними навичок пілотування та керування літаком. Польоти йшли за планом та мали тривати до 22:50. За час до катастрофи літак здійснив 5 польотів та здійснював шостий, у тому числі четвертий для цього екіпажу.
Екіпаж складався з 7 осіб. Пілотування здійснював командир екіпажу Богдан Кишеня — льотчик-інструктор, льотчик другого класу, який мав понад 700 годин нальоту. Курсанти по черзі сідали в праве крісло для отримання навичок керування.
За офіційними даними, попередньо було встановлено такий перебіг подій:
- О 20:35 літак злетів з аеродрому Чугуїв та почав виконання польоту за програмою.
- О 20:38 екіпаж помітив падіння тиску в датчику вимірювача крутного моменту лівого двигуна, про що доповів керівнику польотів, після чого отримав вказівку здійснити посадку.
- О 20:40 екіпаж зробив запит на посадку, але оскільки в цей час сідав інший літак дозвіл на посадку екіпаж отримав за хвилину після запиту.
- О 20:43 літак пройшов радіомаяк дальнього приводу аеродрому, підготував закрилки і шасі, почав зниження та доповів про готовність до посадки.
- О 20:45 під час заходу на посадку літак втратив висоту та зіткнувся із землею на відстані близько 1500 м від злітної смуги аеродрому. Після цього сталося загоряння фюзеляжу літака.

Літак впав поруч із автошляхом М 03 Київ — Харків — Довжанський. Пожежу, яка спалахнула після падіння літака, вдалося загасити о 21:55 завдяки бригадам ДСНС та інших підрозділів МВС, що прибули на місце. Під час падіння літак ледь не зачепив одну з автівок, що їхали трасою. Водії та пасажири машин викликали рятувальників на місце катастрофи та надали першу допомогу хлопцям, які вижили у авіятрощі: один з них горів і його загасили вогнегасником, а в іншого була розбита голова і поріз на нозі, проте він був при тямі і міг говорити. Також очевидці повідомляли, що курсанти вистрибували без парашутів.
На борту перебувало 27 осіб: 7 офіцерів та 20 курсантів Харківського національного університету Повітряних Сил ім. Кожедуба. Одного курсанта не було допущено до польоту. На місці катастрофи було знайдено 25 тіл загиблих. В катастрофі вижило двоє курсантів, але один із них, діставши опіки 90 % тіла, помер 26 вересня у лікарні швидкої та невідкладної допомоги Харкова. Загалом у авіятрощі загинуло 26 осіб — 19 курсантів та 7 членів екіпажу. Тіла загиблих сильно обгоріли та понівечені і їхня ідентифікація потребує експертизи ДНК, яка триватиме 2—3 тижні.
Вижив один курсант — В'ячеслав Золочевський, який перебуває у Військово-медичному клінічному центрі Північного регіону з численними синцями та струсом головного мозку. Пізніше стало відомо, що його стан стабільний, він травмував ногу та отримав множинні забої, проте незабаром його випишуть із лікарні. Пізніше він розповів, що все відбулося швидко, «як в комп'ютерній грі», і після того як отямився, то допомагав гасити хлопця, який горів поруч.
Весь вечір 25 вересня МВС, Міністерство оборони та Харківська обласна адміністрація називали різну кількість осіб, які були на борту літака на момент катастрофи.
Уламки літака знаходилися на 533—534 кілометрах автошляху М 03 Київ — Харків — Довжанський, через що було ускладнено рух автотранспорту, який пропускається по одній вільній смузі.
Причину катастрофи станом на 26 вересня з'ясовано не було. Бюро архівів авіаційних аварій у Женеві повідомило, що з 2017 року розбилося щонайменше 10 літаків Ан-26.
За словами міністра оборони України Андрія Тарана, літак був справний, мав достатньо льотного ресурсу, але з невідомих причин зачепився крилом за землю. За попередніми оцінками, розглядається відмова одного з датчиків двигуна, але сам двигун не відмовив. Водночас мати пілота Ашрафа Мсуя у коментарі ЗМІ зазначила, що її син казав, що літак в не зовсім справному стані і неодноразово відмовляли двигуни.

## Загиблі
26 вересня 2020 року Харківський університет Повітряних Сил ім. Кожедуба оприлюднив на своїй сторінці у мережі Facebook імена військових та курсантів, що загинули в авіатрощі. Вони були родом з 11 областей України. За словами дівчини, що вчилася разом з хлопцями, загинула вся група. Серед загиблих в авіатрощі курсант Олександр Скочков, син Ігоря Скочкова, штурмана Іл-76, який збили проросійські збройні формування 14 червня 2014 року над Луганським летовищем.
| Прізвище, ім'я, по батькові     | Дата народження | Військове звання  | Примітка                       |
| ------------------------------- | --------------- | ----------------- | ------------------------------ |
| Кишеня Богдан В'ячеславович     | 10.02.1990      | майор             |                                |
| Добреля Дмитро Денисович        | 13.11.1991      | капітан           |                                |
| Остапенко Олексій Георгійович   | 15.11.1991      | капітан           |                                |
| Козаченко Олег Михайлович       | 11.07.1980      | старший лейтенант |                                |
| Мсуя Ашраф Азізович             | 08.08.1991      | старший лейтенант |                                |
| Іванов Євгеній Сергійович       | 20.03.1978      | прапорщик         |                                |
| Широчук Олег Миколайович        | 10.11.1979      | прапорщик         |                                |
| Корчовський Роман Олександрович | 15.05.1999      | старший сержант   |                                |
| Микитченко Микола Анатолійович  | 22.01.1998      | сержант           | військова служба за контрактом |
| Андрущенко Дмитро Романович     | 08.09.2000      | молодший сержант  |                                |
| Скоробогатько Євген Іванович    | 27.11.1993      | старший солдат    | військова служба за контрактом |
| Бойко Олександр Анатолійович    | 14.12.2000      | солдат            |                                |
| Булій Ростислав Володимирович   | 03.08.1998      | солдат            |                                |
| Вільховий Віталій Богданович    | 27.06.2000      | солдат            | військова служба за контрактом |
| Донець Дмитро Євгенійович       | 16.07.2001      | солдат            |                                |
| Дудла Артем Михайлович          | 06.02.1999      | солдат            |                                |
| Зибюк Костянтин Олегович        | 15.07.2001      | солдат            |                                |
| Клевець Олександр Олександрович | 23.05.2001      | солдат            |                                |
| Матвійчук Богдан Миколайович    | 23.04.2001      | солдат            |                                |
| Олабін Володимир Вадимович      | 09.11.1999      | солдат            |                                |
| Померанцев Андрій Андрійович    | 12.12.1994      | солдат            | військова служба за контрактом |
| Роспотнюк Андрій Юрійович       | 15.08.1999      | солдат            |                                |
| Скочков Олександр Ігорович      | 05.04.2000      | солдат            | військова служба за контрактом |
| Студінський Дмитро Віталійович  | 15.11.1999      | солдат            |                                |
| Хом'ячук Максим Володимирович   | 19.02.1999      | солдат            |                                |
| Шеремет Руслан Едуардович       | 26.10.1997      | солдат            | військова служба за контрактом |

29 вересня на Меморіалі Слави в Харкові пройшла церемонія прощання з 20-річним курсантом Віталієм Вільховим, який помер у лікарні від важких травм, отриманих в авіакатастрофі.

## Реакція
26 вересня було створено державну комісію для з'ясування обставин трагедії та надання допомоги. До її складу увійшли: Головнокомандувач ЗСУ генерал-полковник Руслан Хомчак, Голова СБУ Іван Баканов, перший заступник Секретаря РНБОУ Михайло Коваль, Міністр МВС Арсен Аваков, Міністр охорони здоров'я Максим Степанов, заступник керівника ОПУ Олег Татаров, Голова Державіаслужби Олександр Більчук, Голова ДСНС Микола Чечоткін, голова Харківської ОДА Олексій Кучер та інші посадові особи. Очолив комісію Віцепрем'єр-міністр Олег Уруський, заступник голови комісії — Міністр оборони Андрій Таран.
26 вересня оголошений в Україні Днем жалоби. У Харкові до головного корпусу Харківського університету Повітряних Сил несли квіти та лампадки. Зеленський доручив призупинити польоти всіх Ан-26 та їх аналогів до з'ясування причин катастрофи, і надати інформацію про технічний стан військової техніки. За словами заступника Керівника офісу Президента Олега Татарова, МВС мають перевірити оборонні контракти і посилити контроль за розслідуванням злочинів у сфері оборони з купівлі та обслуговування військової техніки.
Міністр оборони Андрій Таран ухвалив рішення про виплату одноразової грошової допомоги в розмірі 1 млн 576 тис. грн членам сімей загиблих у авіакатастрофі, яка буде здійснена за рахунок фондів Міністерства оборони України. Співчуття висловив предстоятель ПЦУ митрополит Епіфаній.

### Міжнародна
Співчуття щодо трагедії висловили прем'єр-міністр Канади Джастін Трюдо, віце-президент ЄС і високий представник ЄС з питань зовнішньої політики Жозеп Боррель, Президент Азербайджанської Республіки Ільхам Алієв, Голова МЗС Литви Лінас Лінкявічюс, Голова МЗС Латвії Едгар Рінкевичс, Голова МЗС Естонії Урмас Рейнсалу, Голова МЗС Азербайджану Джейхун Байрамов, Голова МЗС Польщі Збігнєв Рау, Голова Європейської Ради Шарль Мішель та дипломатичні представництва США, НАТО, Норвегії, Чорногорії, Хорватії, Австрії, Афганістану, Данії, Італії, Франції, Великої Британії, Канади, Німеччини, Іспанії, Швейцарії, Словенії, Молдови, Грузії, Румунії, Туреччини, Швеції, Болгарії та Албанії.
Співчуття висловив предстоятель Російської ПЦ патріарх Кирило.
Англійська телерадіокорпорація BBC у своїй новині про падіння літака опублікувала мапу України без Криму та позначила столицю України як Kiev. Пізніше цю карту видалили, а в доповненому матеріалу BBC вибачилася за публікацію некоректної мапи.

## Розслідування
ДБР та Офіс Генпрокурора почали досудове розслідування за фактом порушення правил польотів та підготовки до них, що спричинило катастрофу та тяжкі наслідки (ст. 416 КК України).
ДБР розглядало такі ймовірні причини катастрофи: технічна несправність, помилка пілота, помилки відповідальних за керування польотами, а також неналежне технічне обслуговування літака. Також розглядається версія теракту.
На місці катастрофи ДБР розпочало слідчі дії із залученням відповідних фахівців — загалом працювало 50 слідчих. Також було призначено понад 50 експертиз. Були знайдені та відправлені на розшифровку бортові самописці, які вціліли. З місця аварії почали перевозити великі уламки літака на спеціальний майданчик на території 203-ї навчальної авіаційної бригади для обстеження фахівцями.
На час розслідування було відсторонено від роботи відповідальних за організацію та проведення навчальних польотів.
За даними керівника Головного слідчого управління ДБР Максима Борчаковського, інформація про відмову лівого двигуна літака була недостовірною.
28 жовтня урядова комісія оголосила такі причини аварії:
- відсутність контролю за організацією польотів з боку посадових осіб Харківського університету Повітряних Сил
- системні порушення правил польотів в університеті
- недостатня підготовка екіпажу до особливих ситуацій
- взльоти конвеєром (виконувався шостий політ поспіль)
- відмова системи управління двигуна
- порушення планової таблиці польотів.

18 грудня 2020 року, ДБР оголосило підозру командувачу Повітряних сил ЗС України Сергію Дроздову, в недбалому ставленні до службових обов'язків, що спричинило тяжкі наслідки. Слідчі підозрюють, що до керування літаком допустили людину без належного досвіду.
22 грудня 2020 року, Печерський районний суд м. Києва взяв під варту командира військової частини А-4104 В'ячеслава Глазунова за підозрою у недбальстві та порушенні підготовки і правил польотів та керівника польотів Олександра Жука за підозрою у порушенні підготовки та правил польотів, недбалості (відповідно), що призвело до катастрофи літака Ан-26 та загибелі 26 військовослужбовців.
22 грудня 2020 року, Печерський районний суд м. Києва відпустив командувача Повітряних сил України Сергія Дроздова під особисте зобовʼязання, наклавши на нього обов'язки — не відлучатися з міста, повідомляти про зміну свого місця проживання, а також прибувати на вимогу суду, прокуратури чи слідчого.
30 квітня 2021 року, слідчі ДБР за погодженням з процесуальними прокурорами Спеціалізованої прокуратури у військовій та оборонній сфері Об'єднаних сил, повідомили про підозру новим особам, причетним до трагічної події з авіакатастрофою літака Ан-26, а саме: заступнику командира військової частини А4104, де сталася катастрофа; заступнику командира військової частини А4104 з льотної підготовки, які підозрюються у порушенні правил підготовки та проведенні польотів та недбалому ставленні до військової служби (ст. 416 та ч. 3 ст. 425 КК України). Окрім того, прокурори повідомили про підозру у недбалому ставленні до військової служби депутату обласної ради, який на час катастрофи виконував обов'язки начальника ХНУПС.
3 травня 2021 року, згідно повідомлення пресслужби Державного бюро розслідувань, Печерський суд м. Києва обрав запобіжні заходи у вигляді нічного домашнього арешту строком на 60 діб колишньому начальнику ХНУПС, заступнику командира військової частини А4104, де сталася катастрофа та заступнику командира вказаної військової частини з льотної підготовки.
27 серпня 2021 року, Печерський суд м. Києва пом'якшив запобіжний захід підозрюваному заступнику командира військової частини А4104 Віктору Вовку та зняв з нього електронний браслет. Напередодні суд також звільнив з-під варти командира польотів Олександра Жука, який, за даними слідства, безпосередньо контактував із курсантами у вечір трагедії, але нібито проігнорував повідомлення про несправність лівого двигуна. Під цілодобовим домашнім арештом суд залишив Романа Куценка — заступника командира військової частини з льотної підготовки, який складав таблицю польотів. Всього у справі — шість підозрюваних.
25 вересня 2021 року, Генеральний прокурор України Ірина Венедіктова заявила, що захист колишнього командувача Повітряних сил ЗС України Сергія Дроздова затягує передачу до суду справи про катастрофу літака АН-26 під Харковом.

## Вшанування пам'яті
- «Живі, як ангели» — композиція українського фолк-метал гурту Тінь Сонця з їх восьмого альбому присвячена пам'яті загиблих курсантів та екіпажу[67].

### Світлини з місця авіакатастрофи

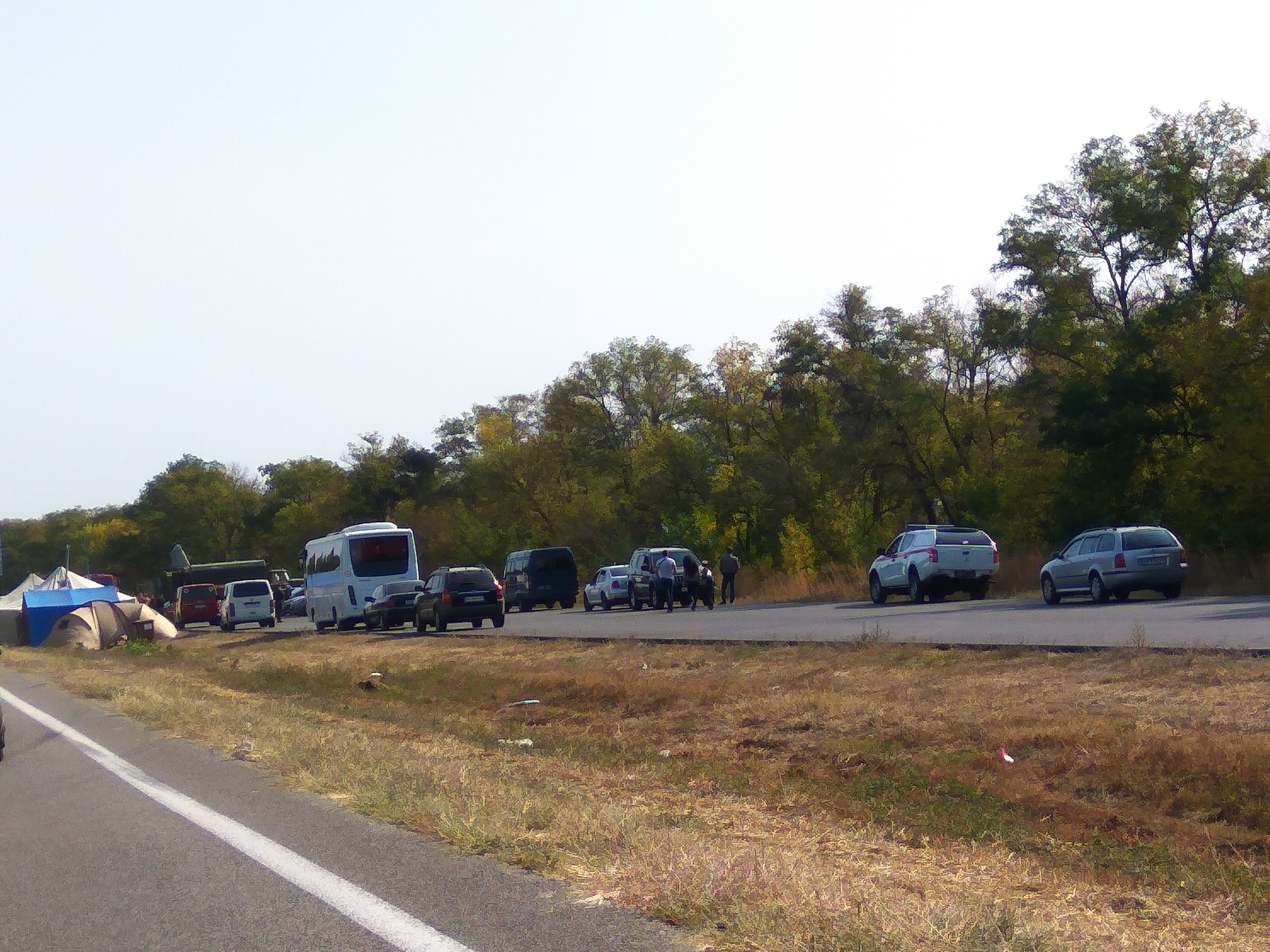
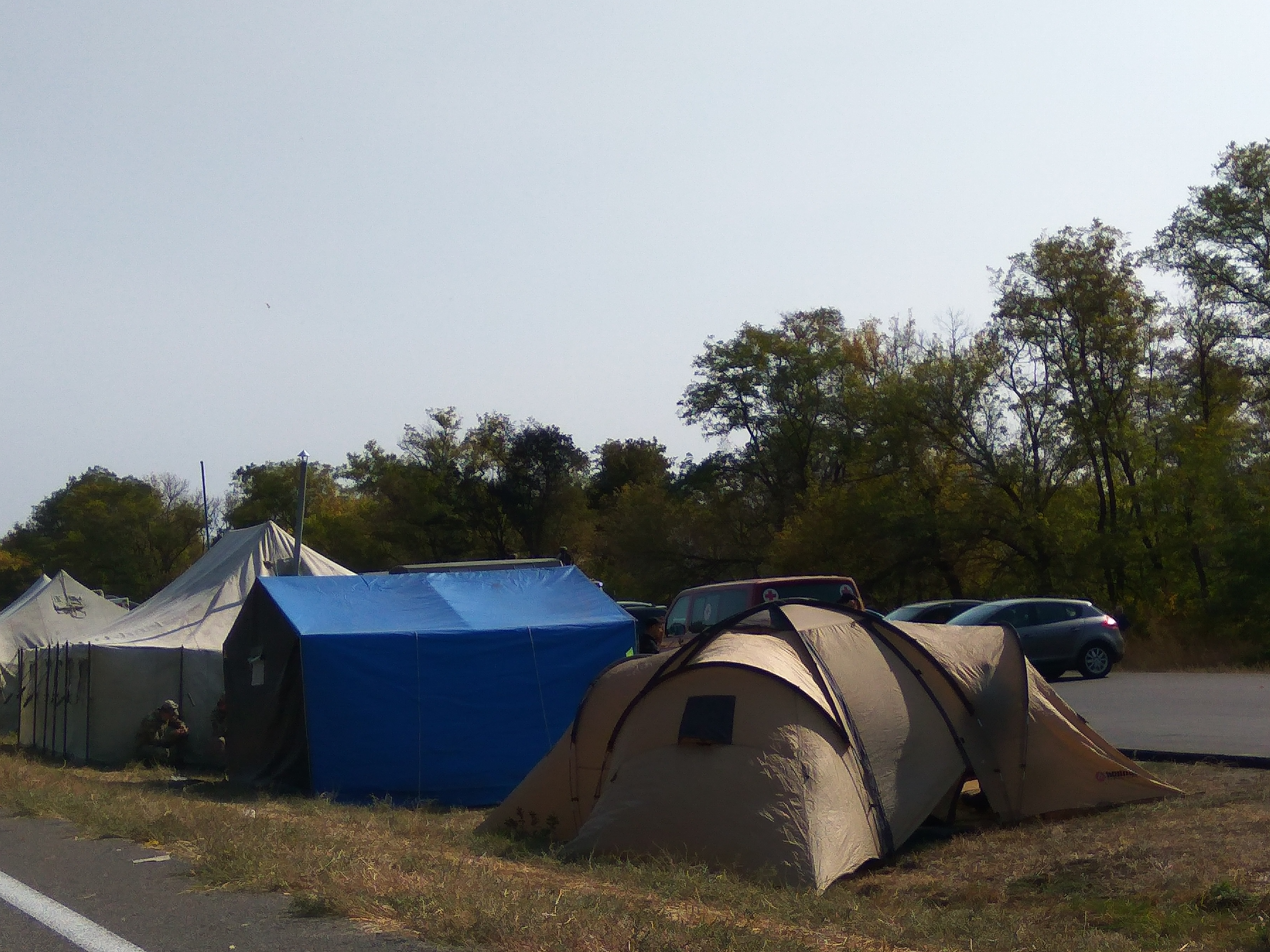
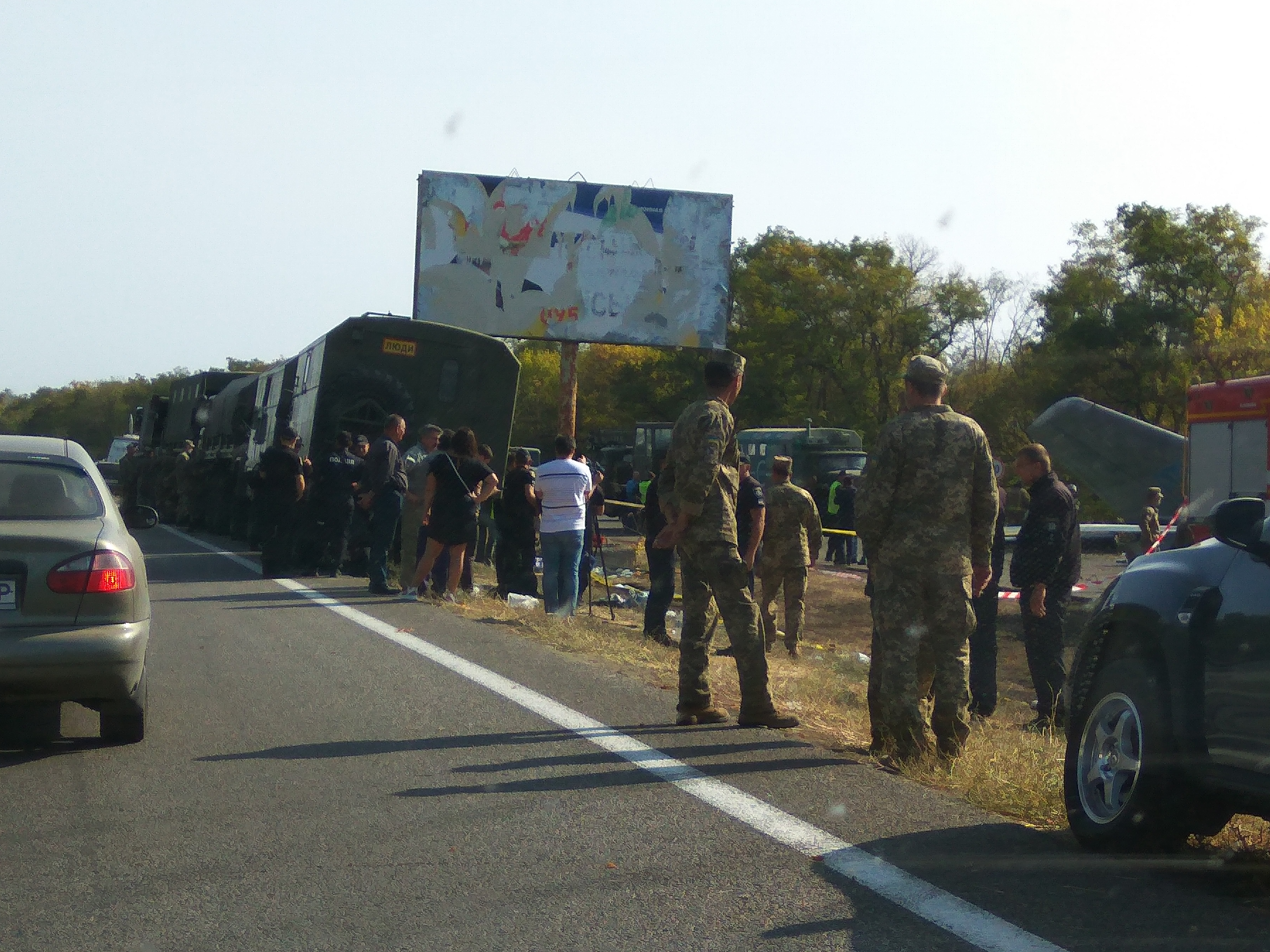
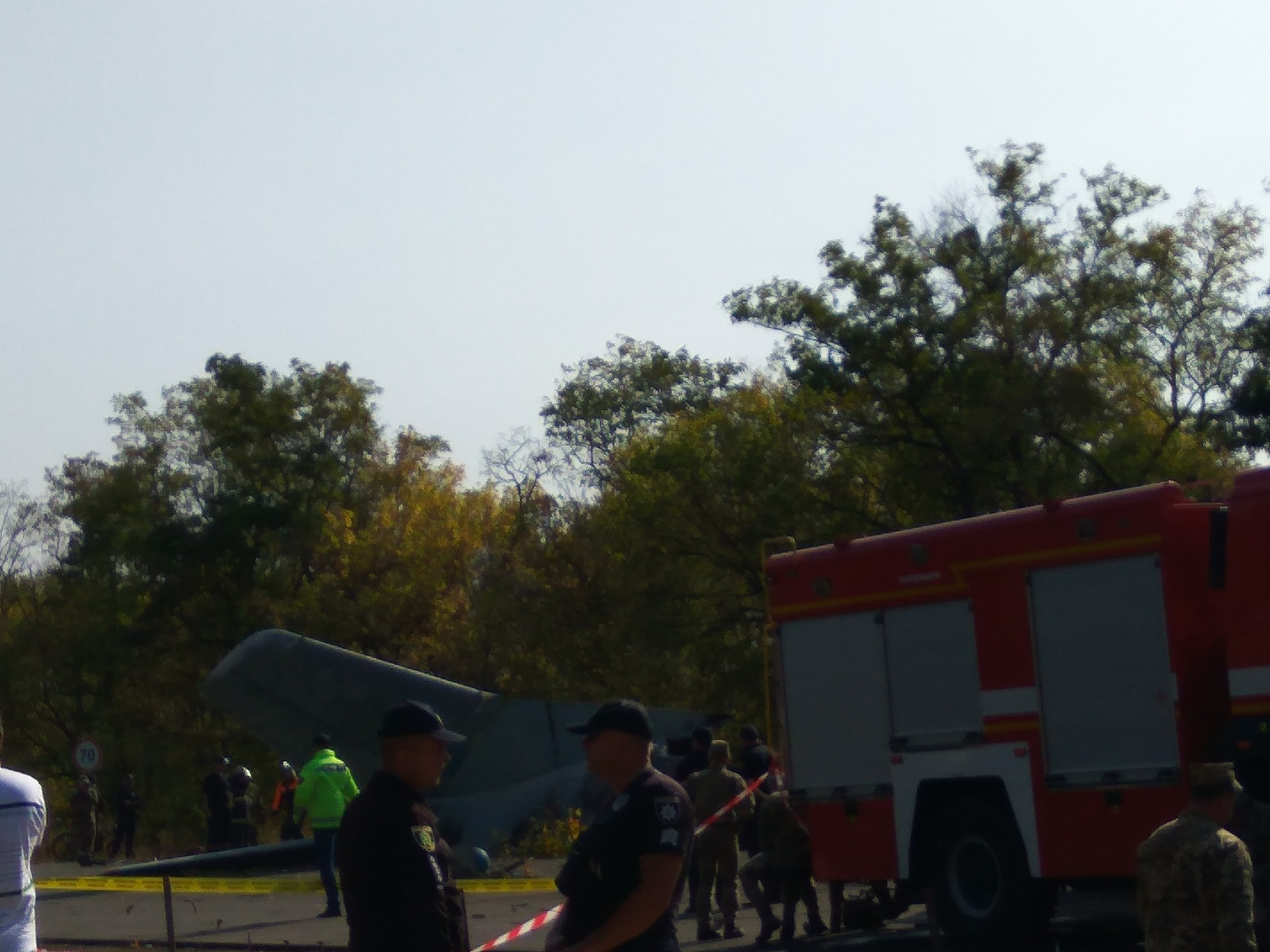
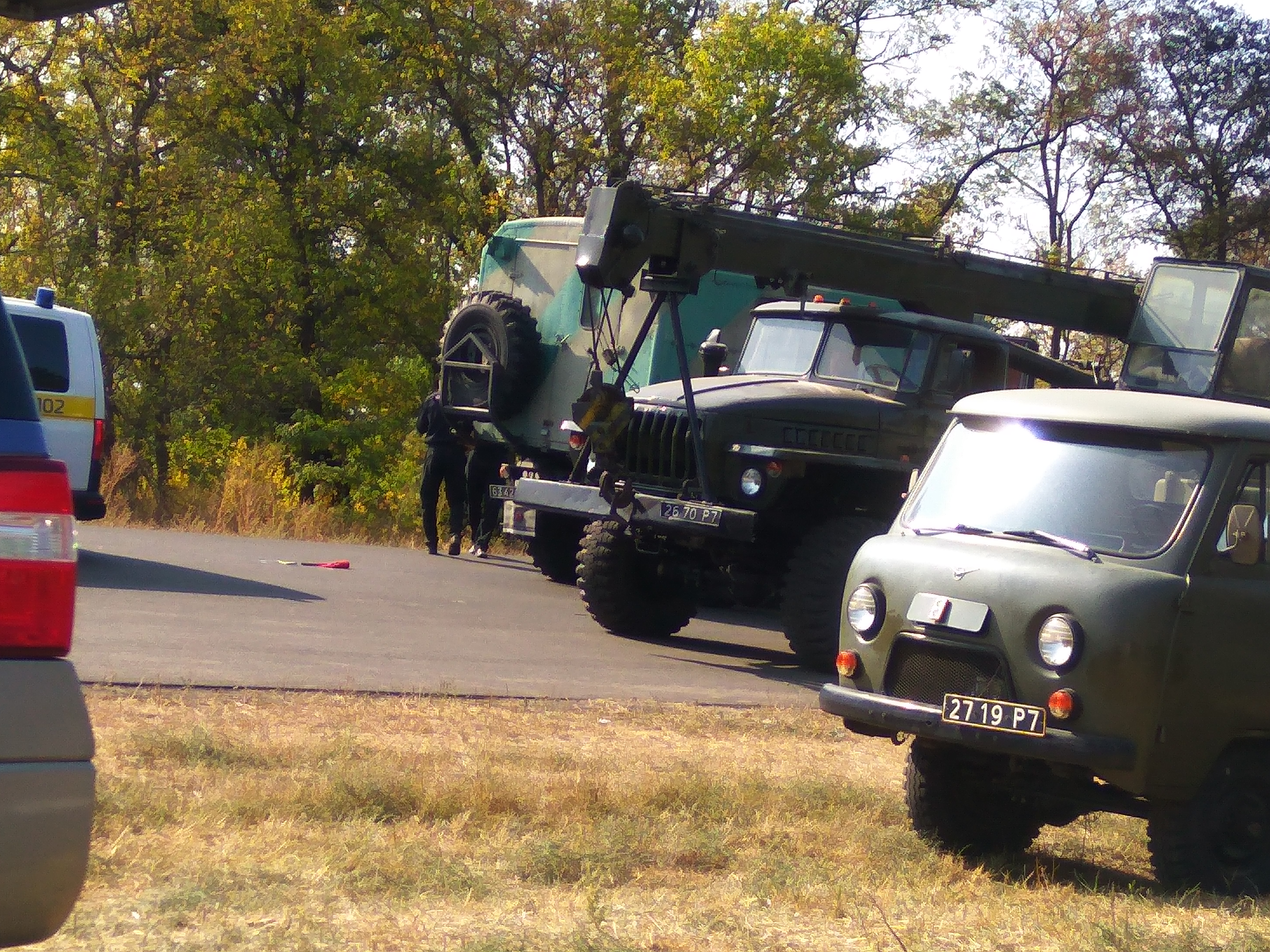
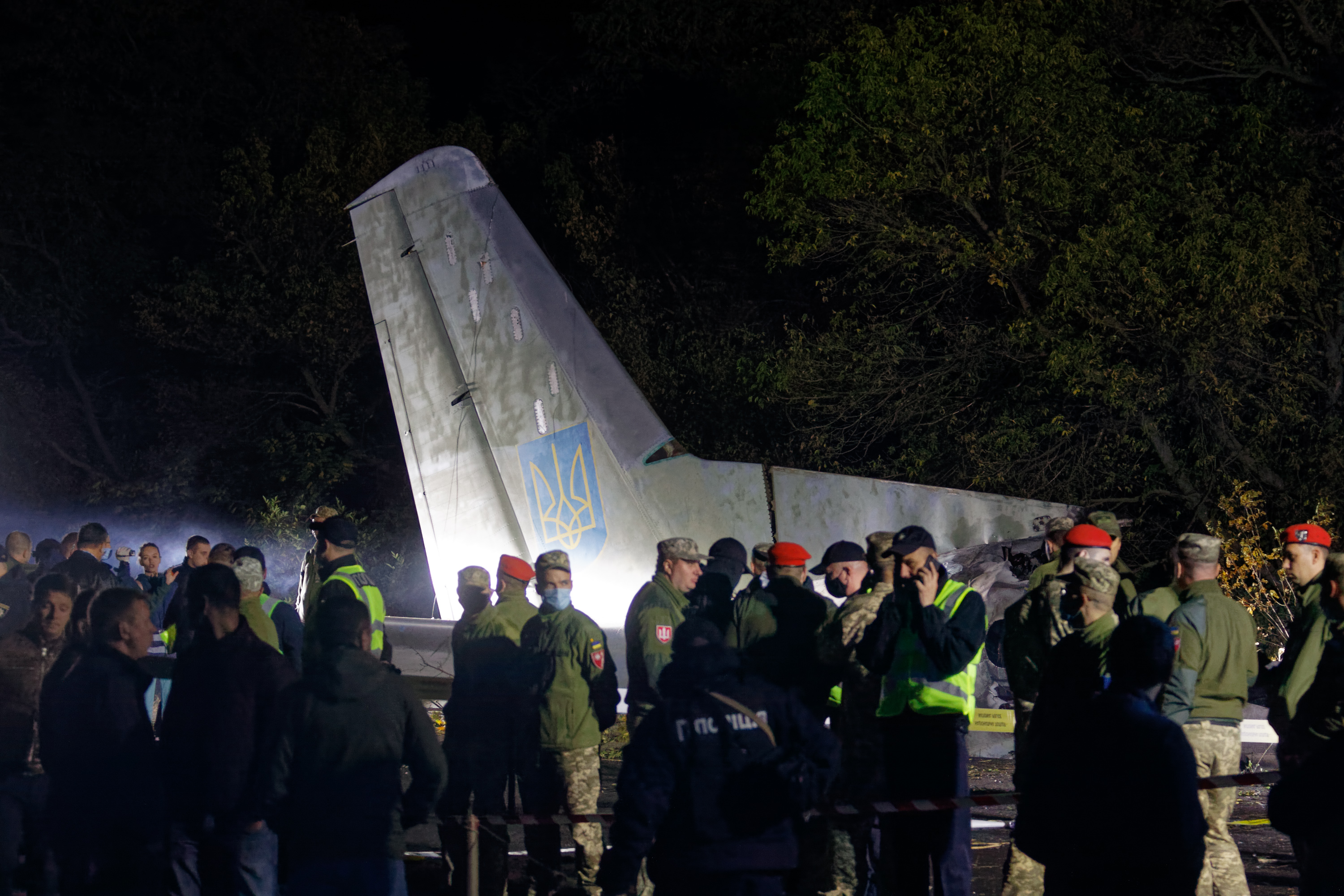
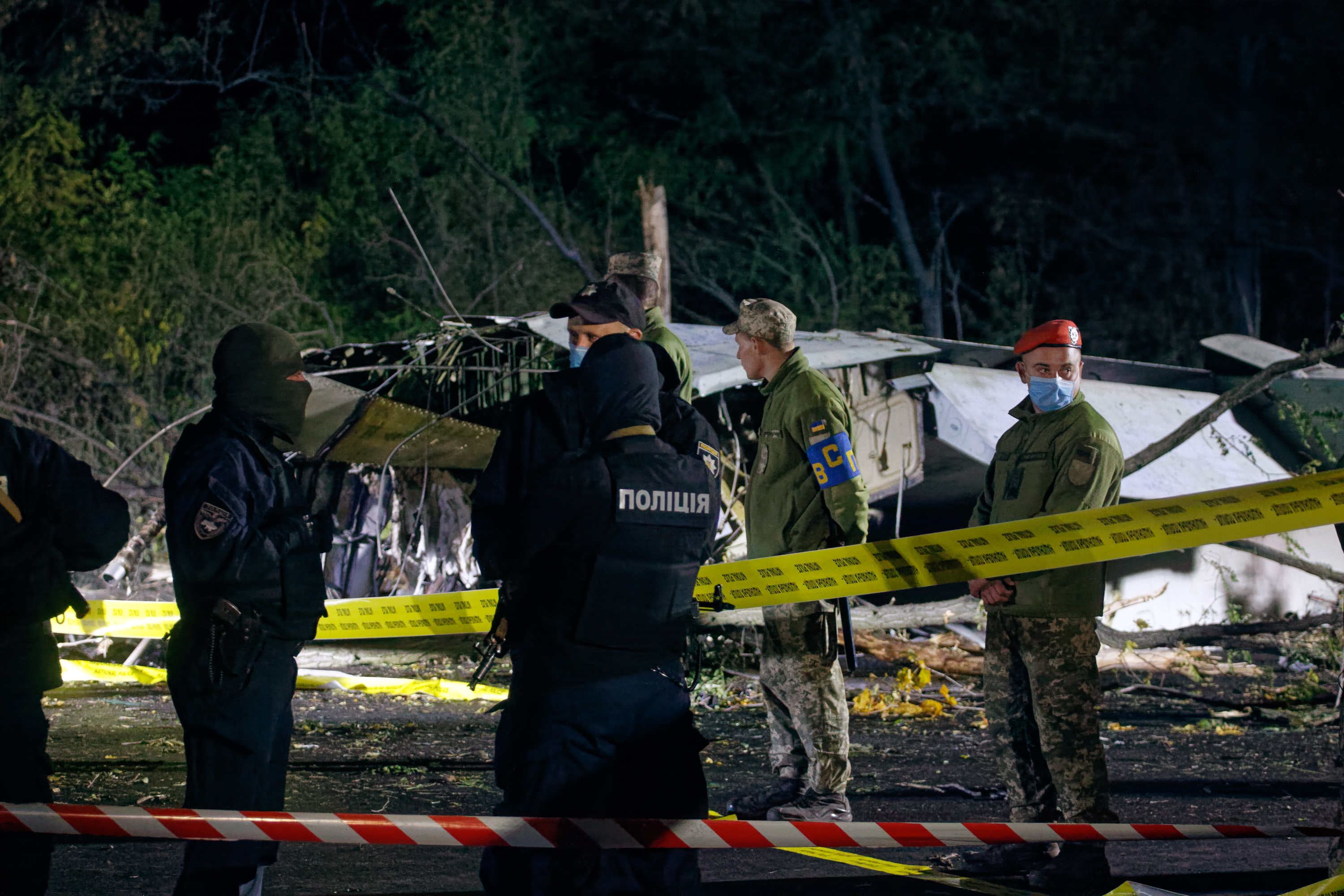
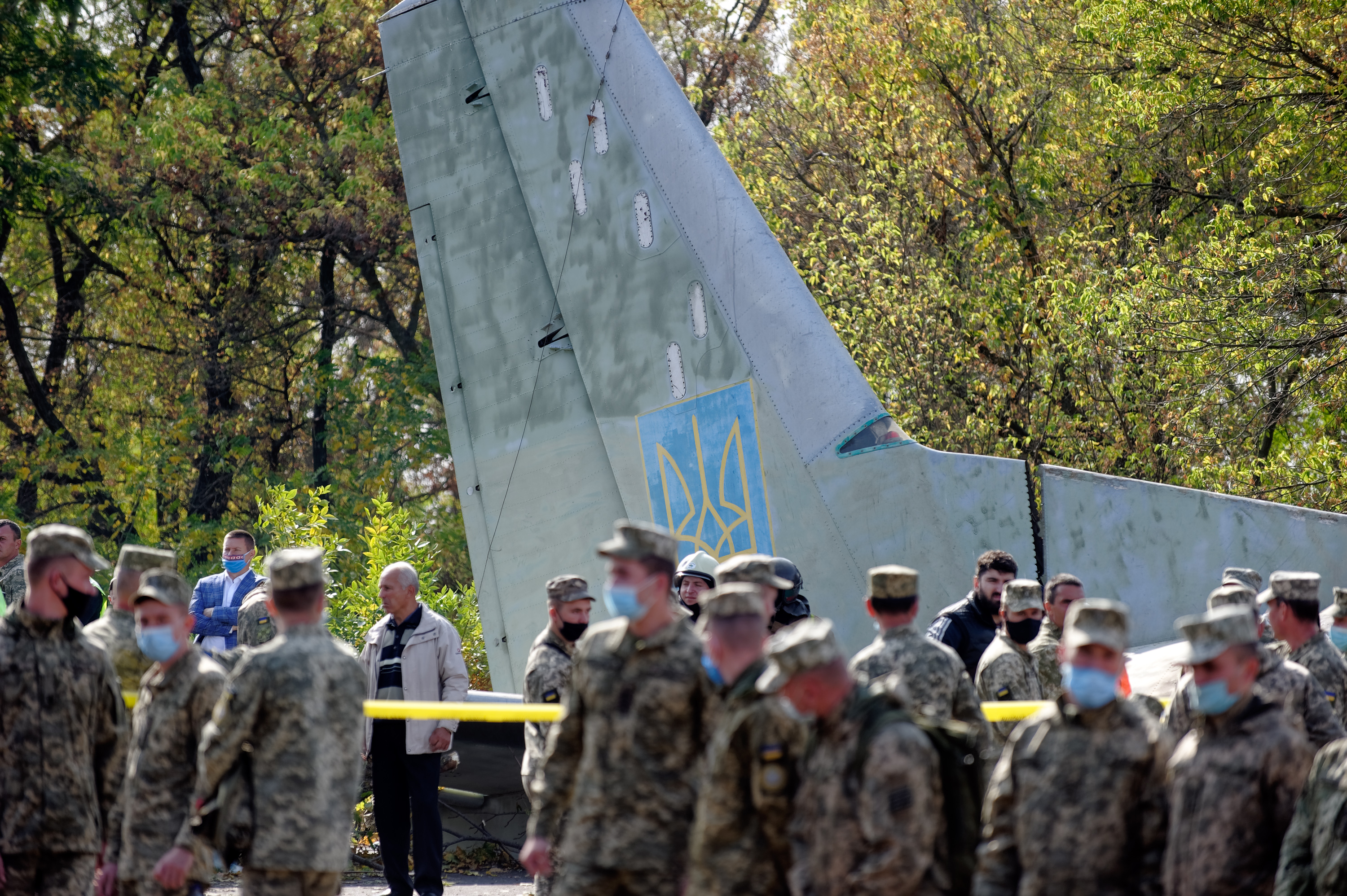
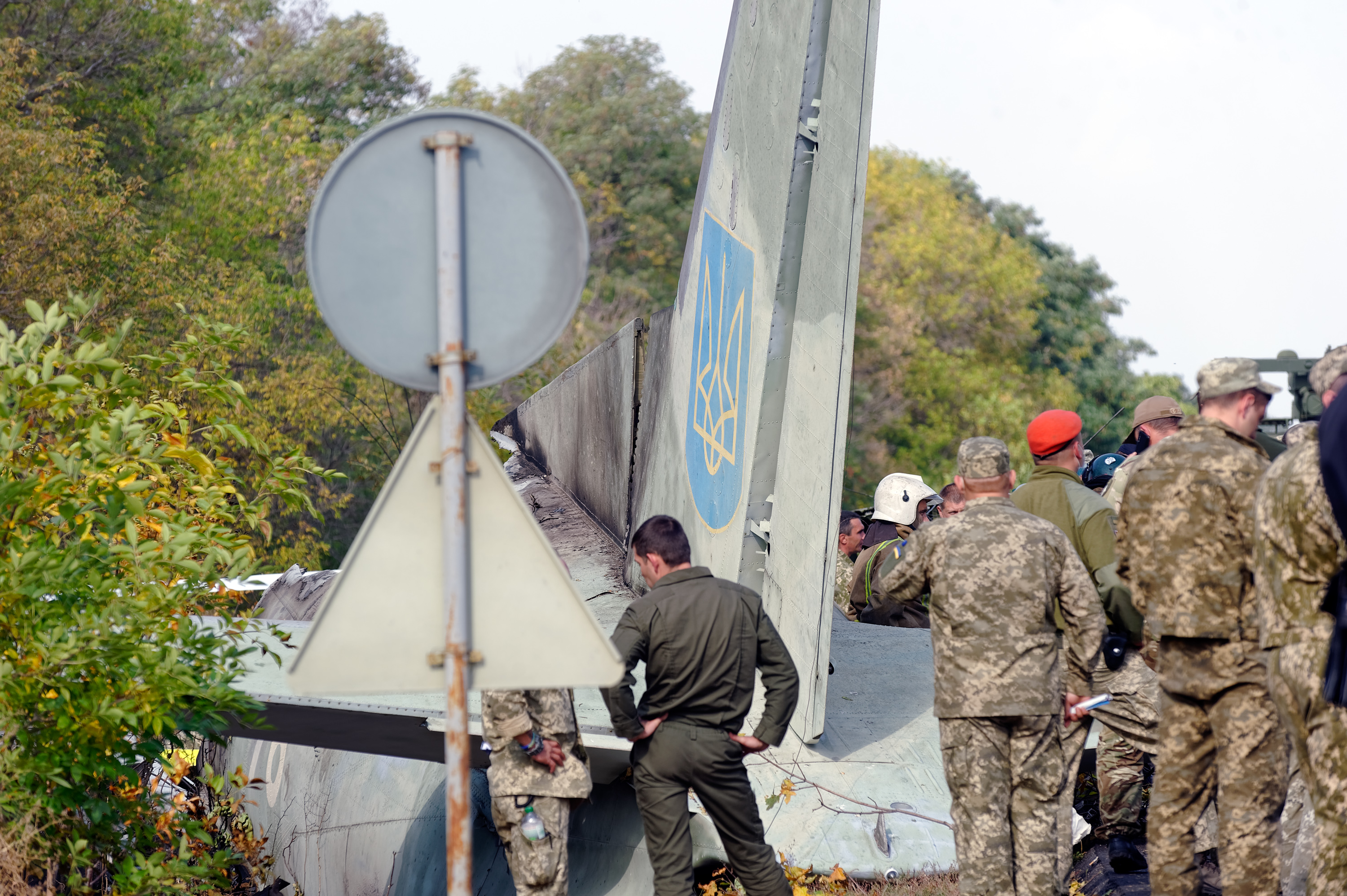
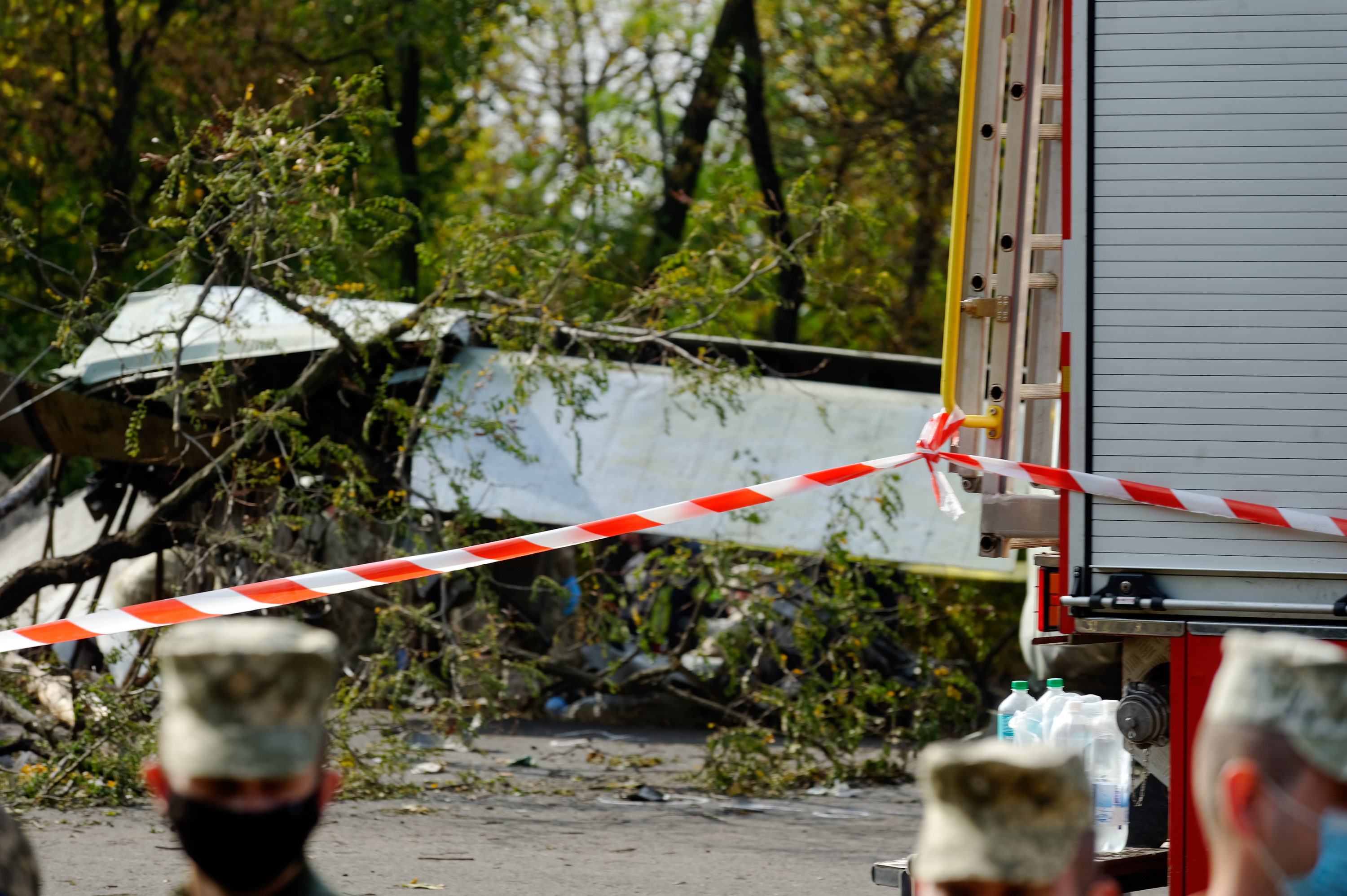
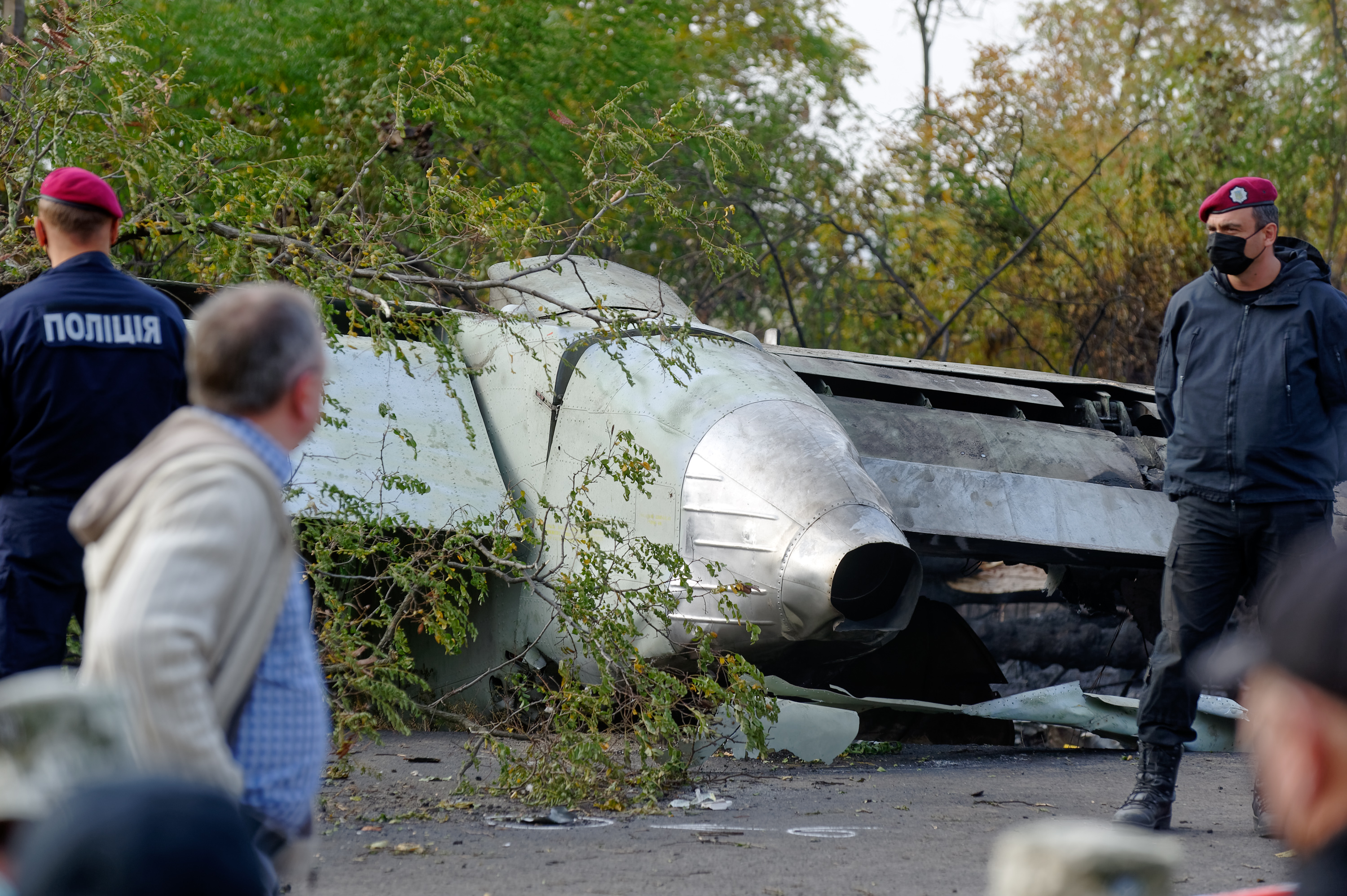
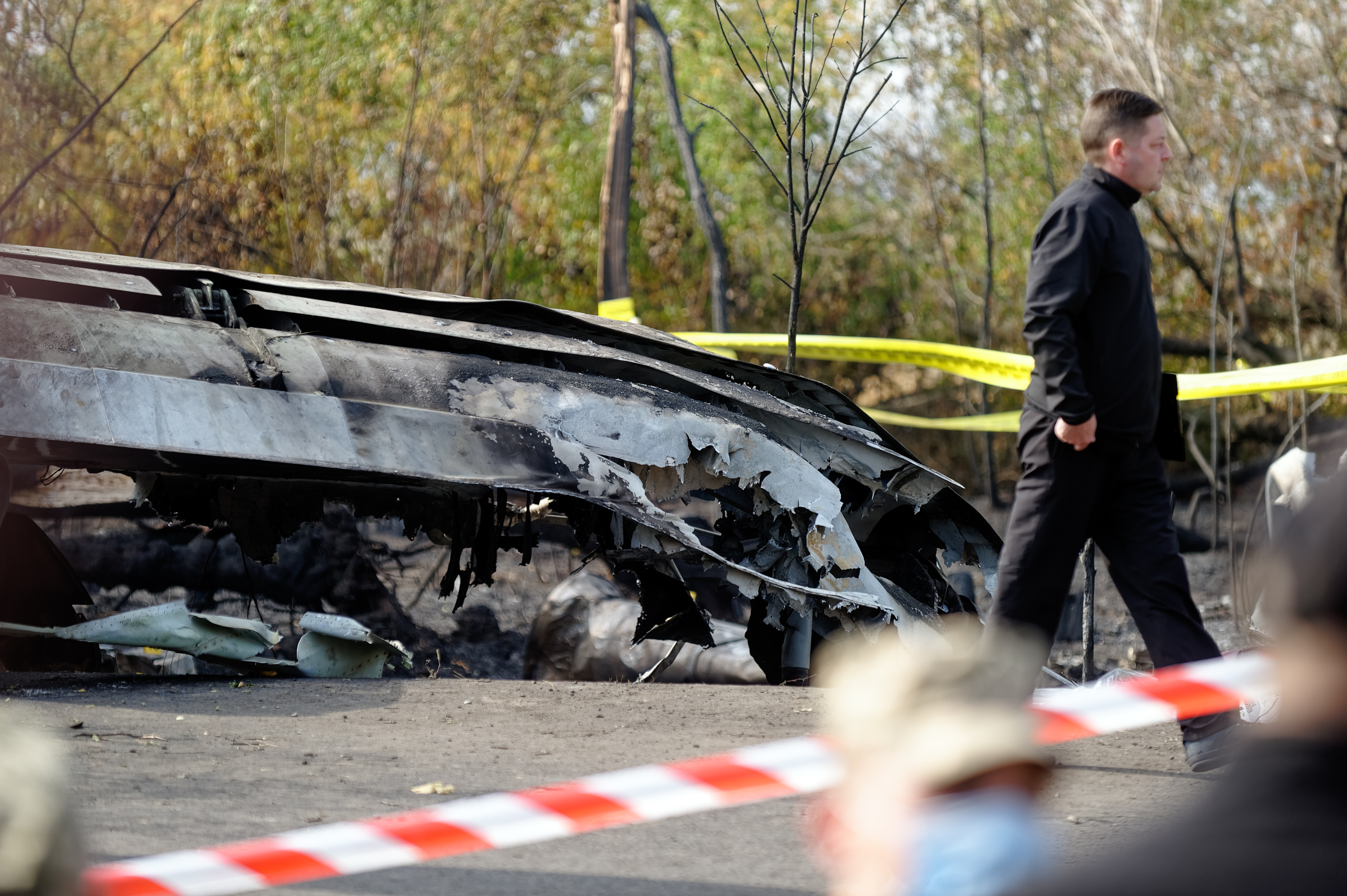

### Меморіал у пам'ять жертв у Харкові

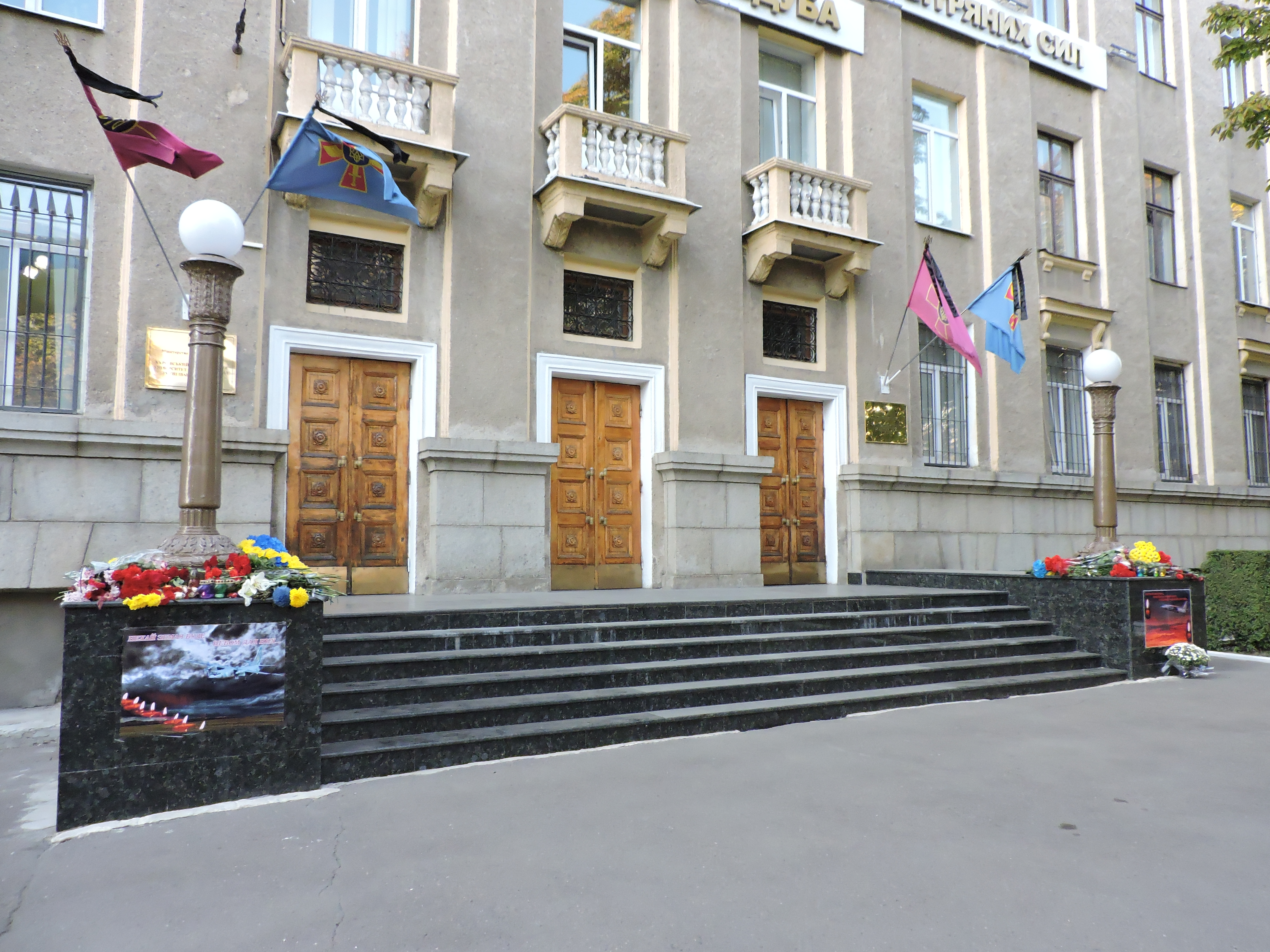
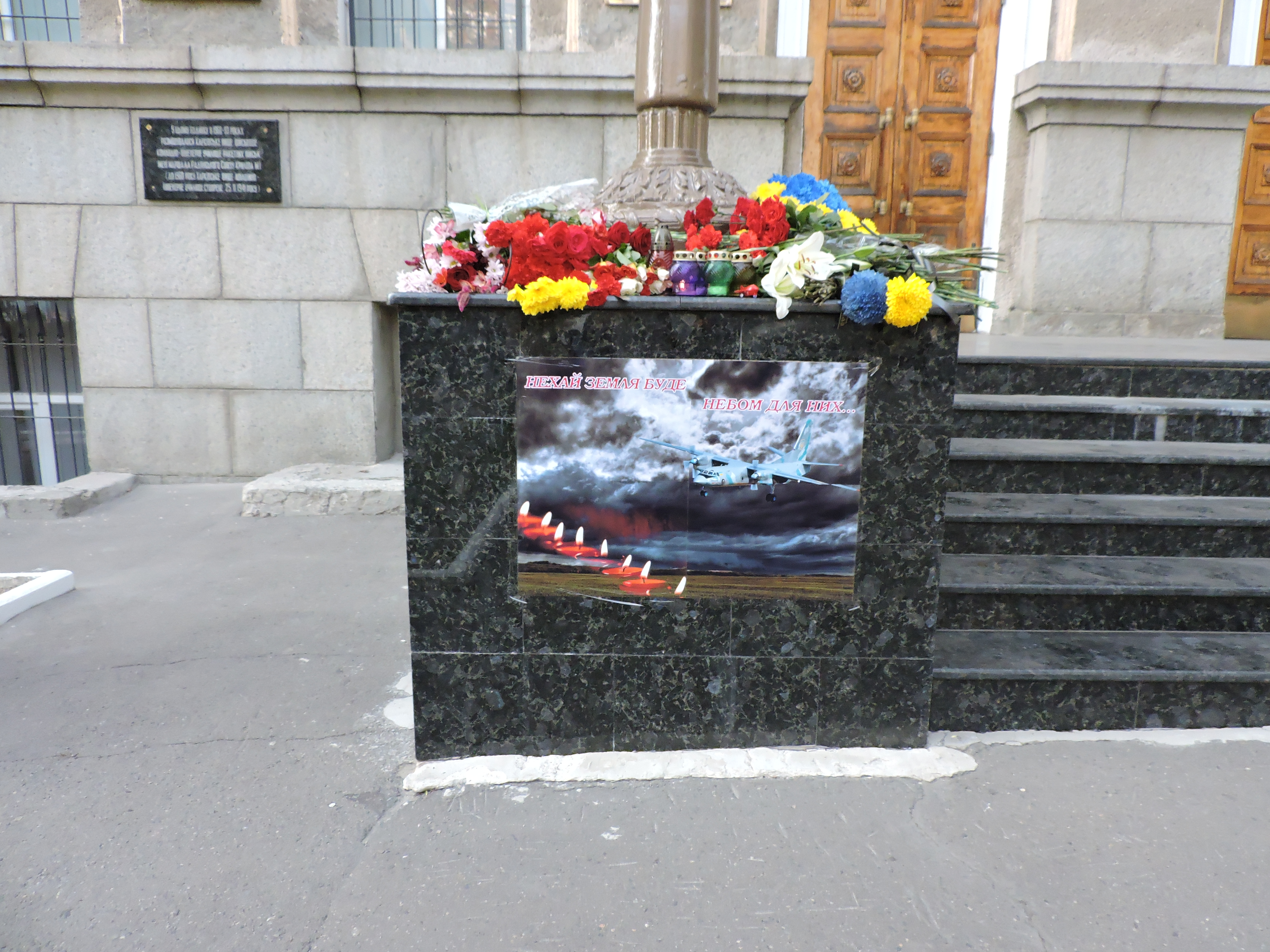
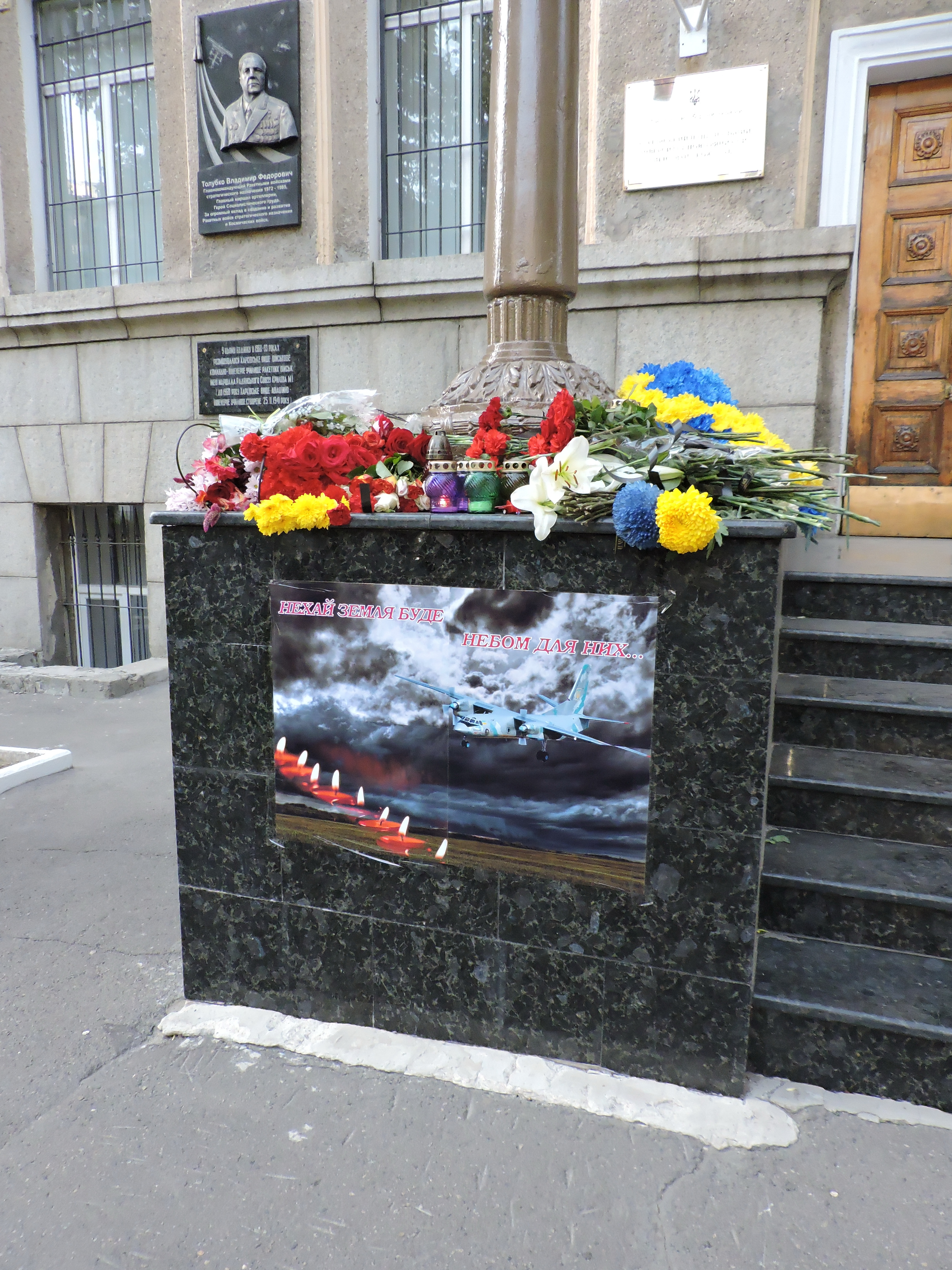
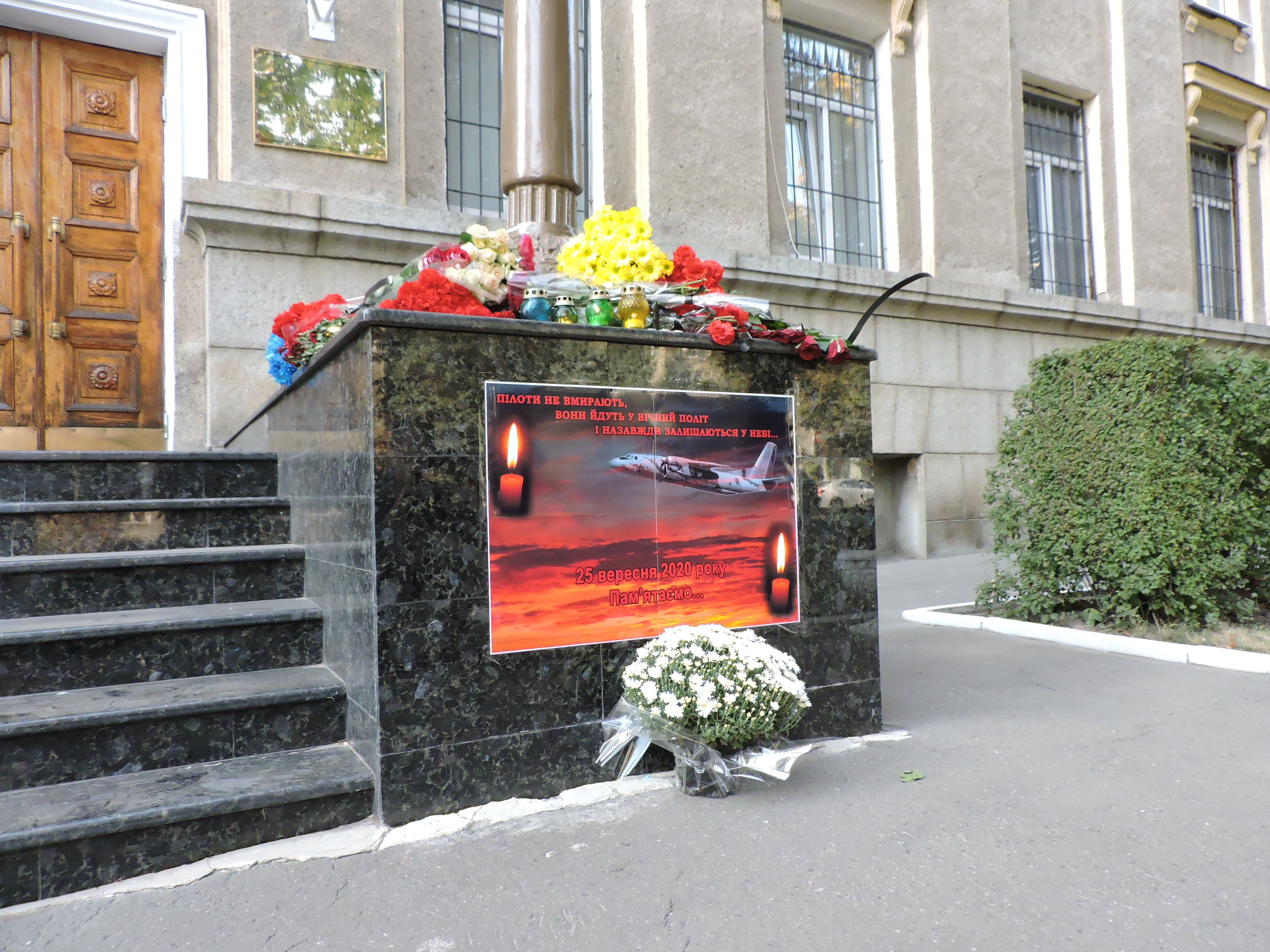
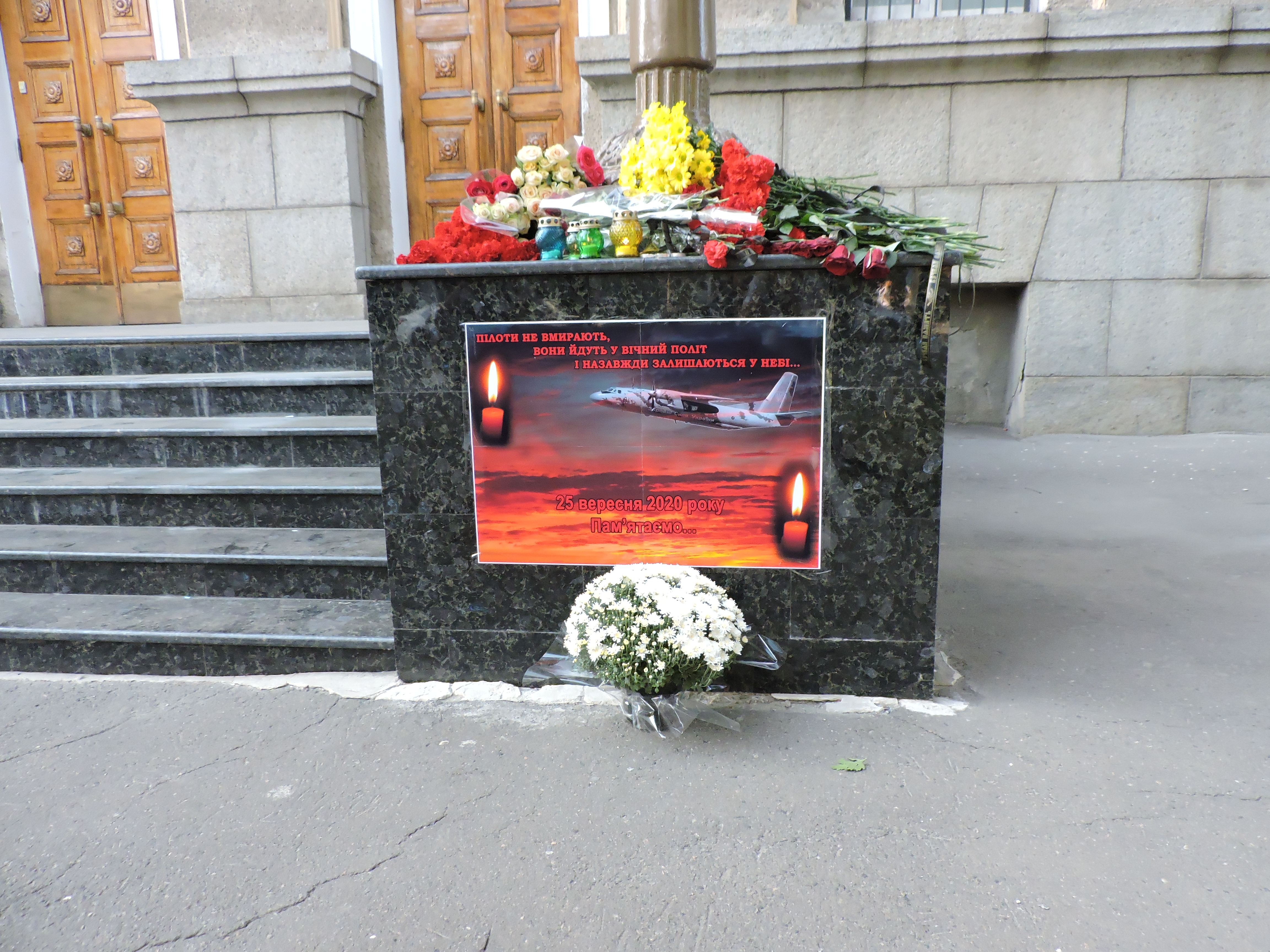

### Прощання із загиблим курсантом Віталієм Вільховим

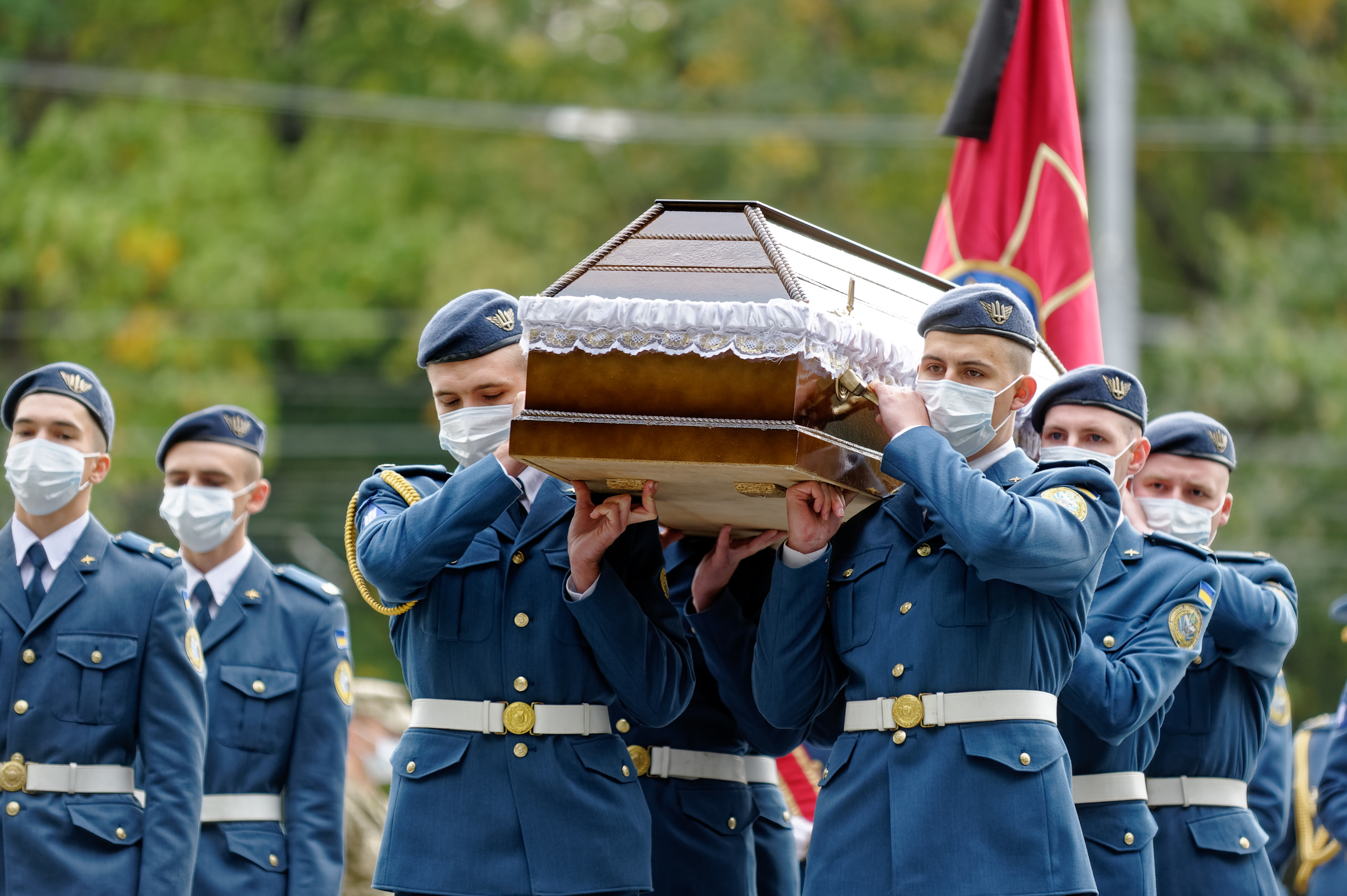
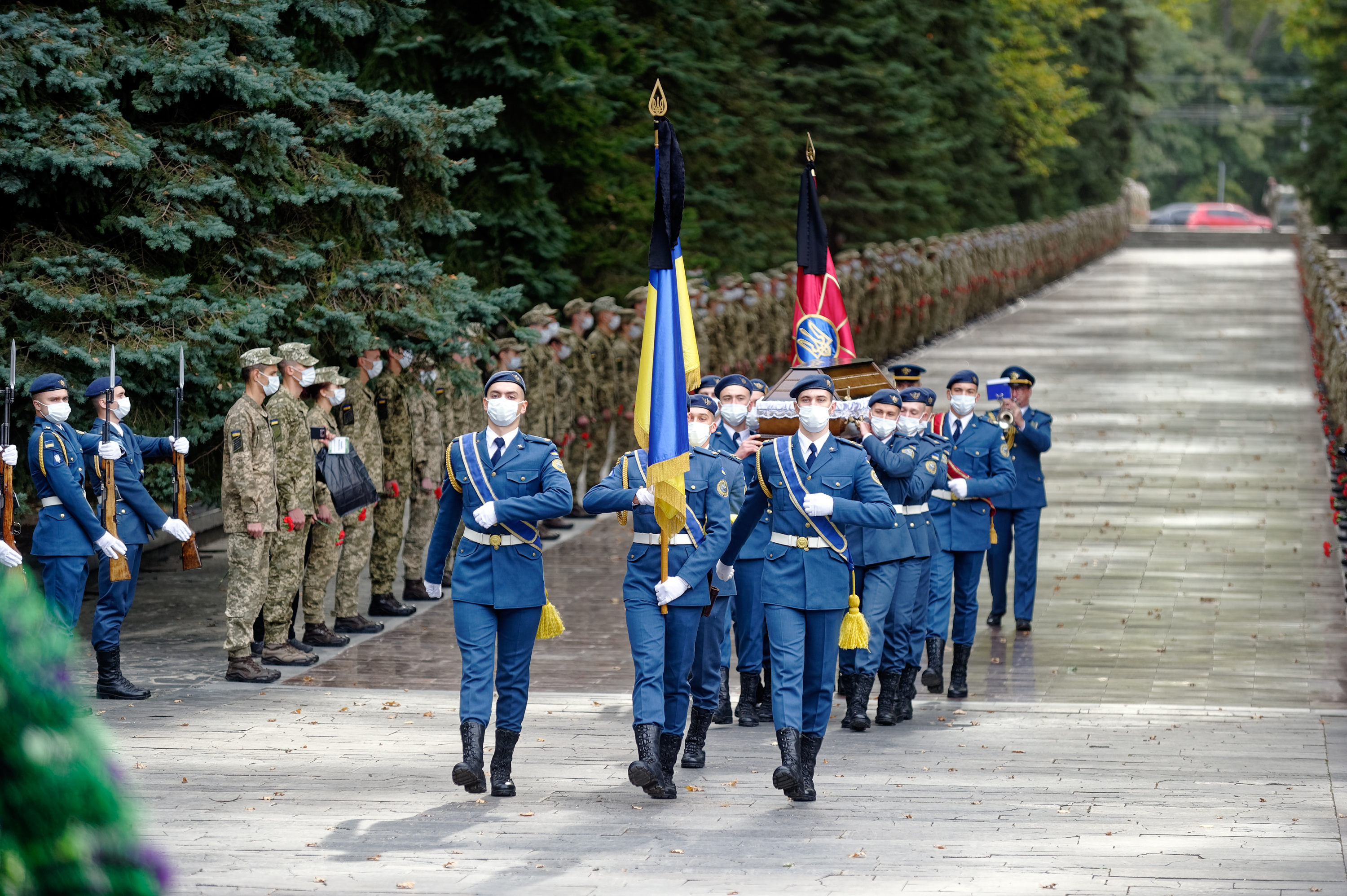
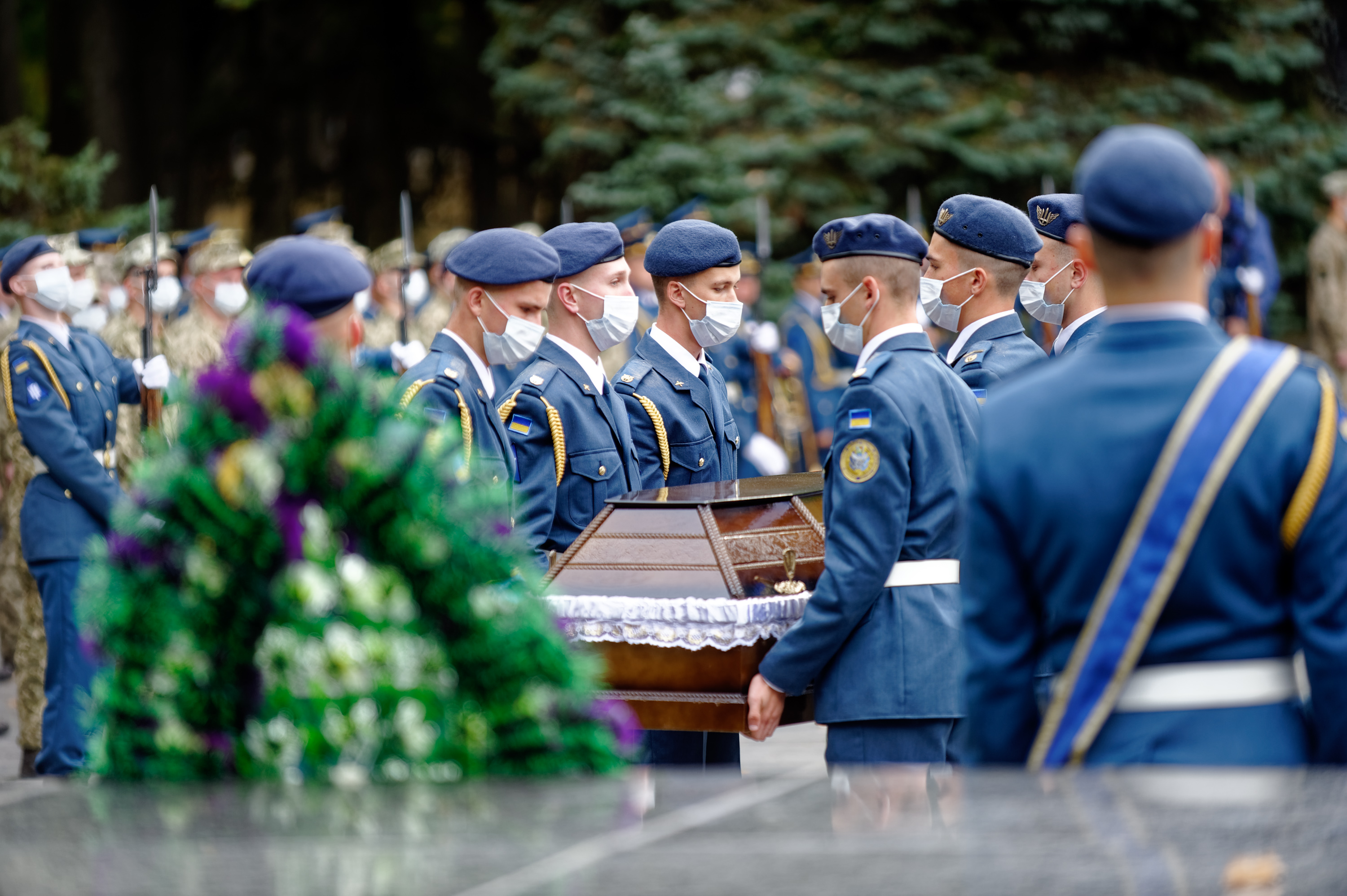
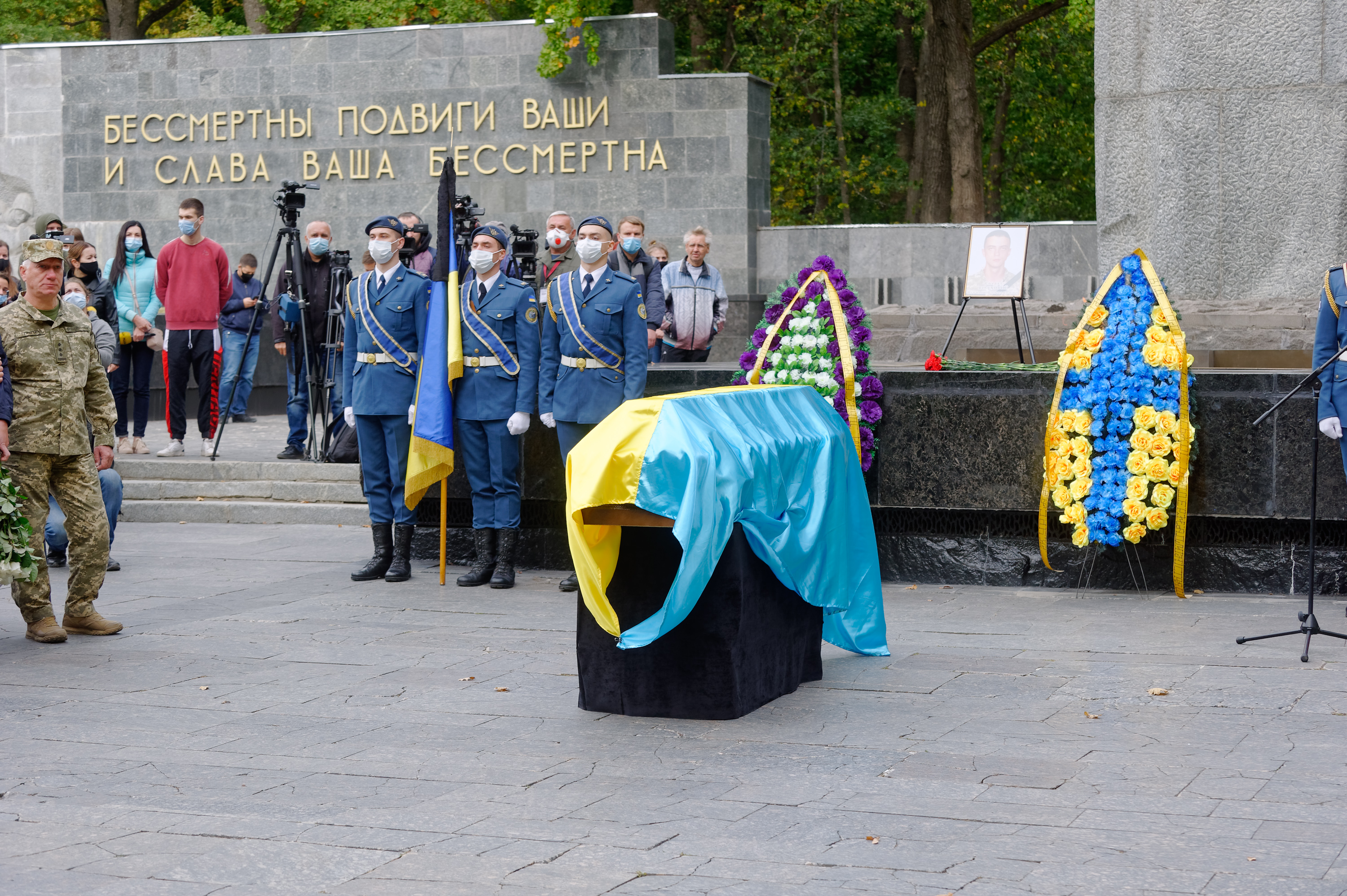
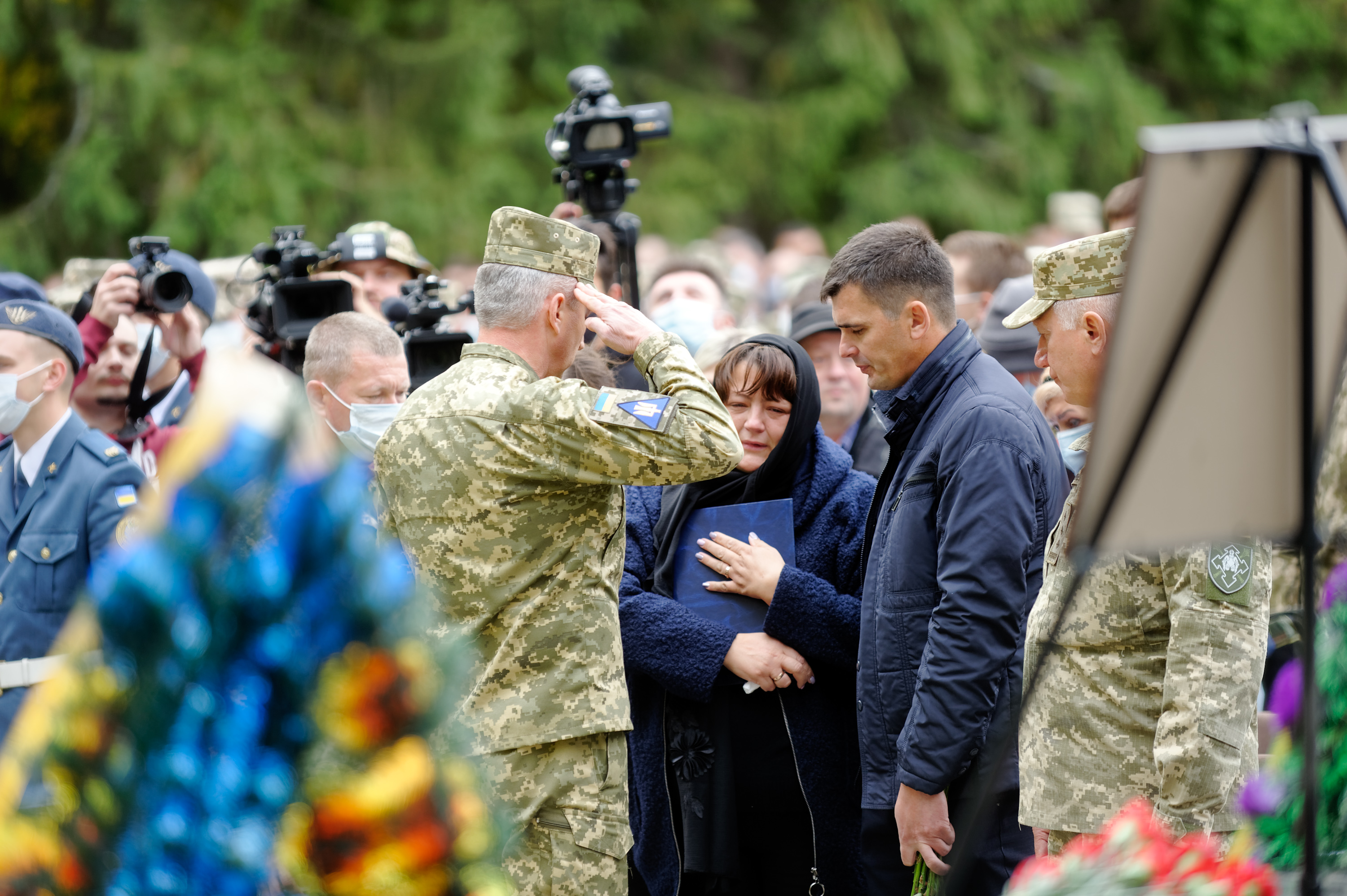
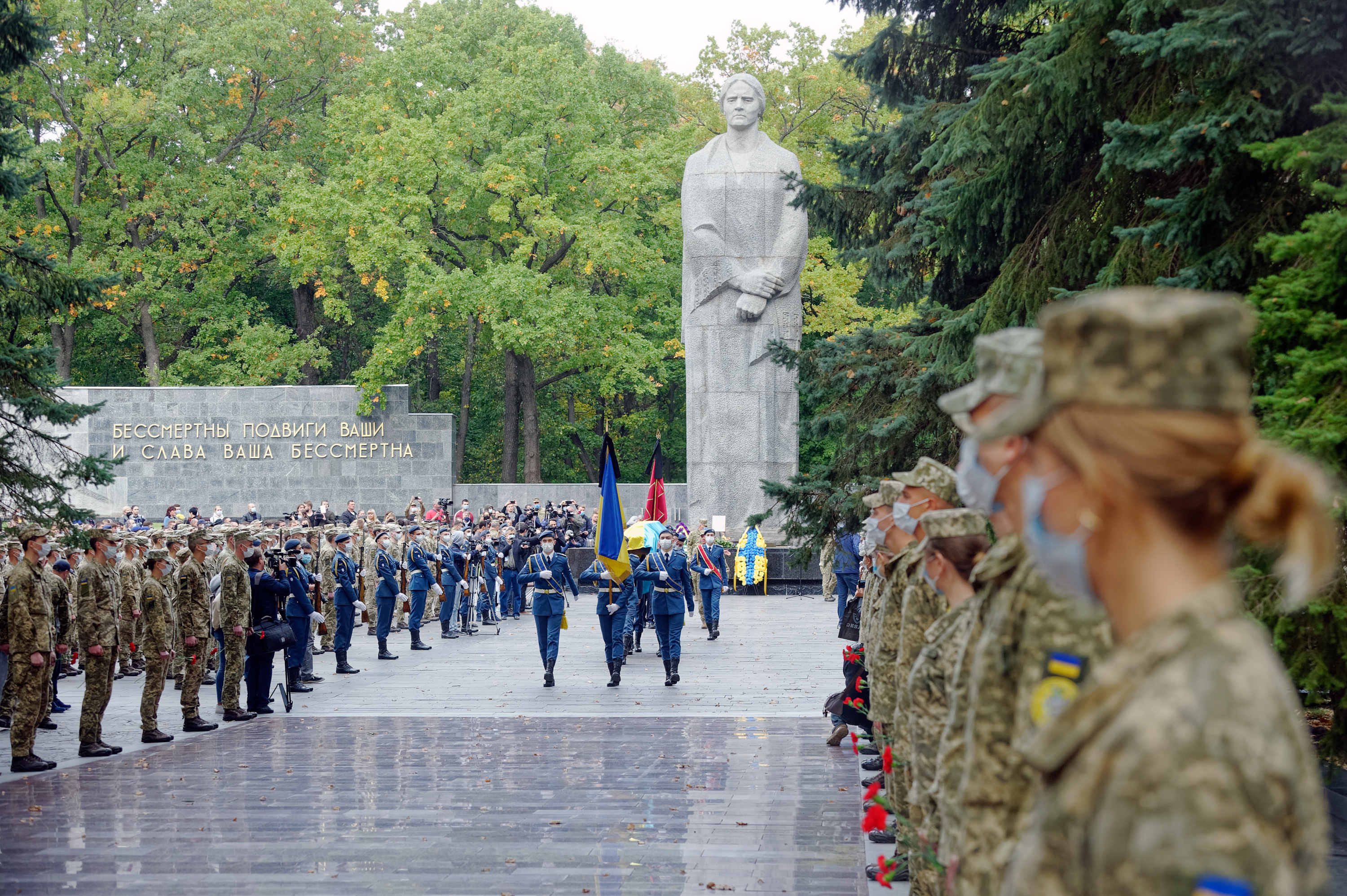
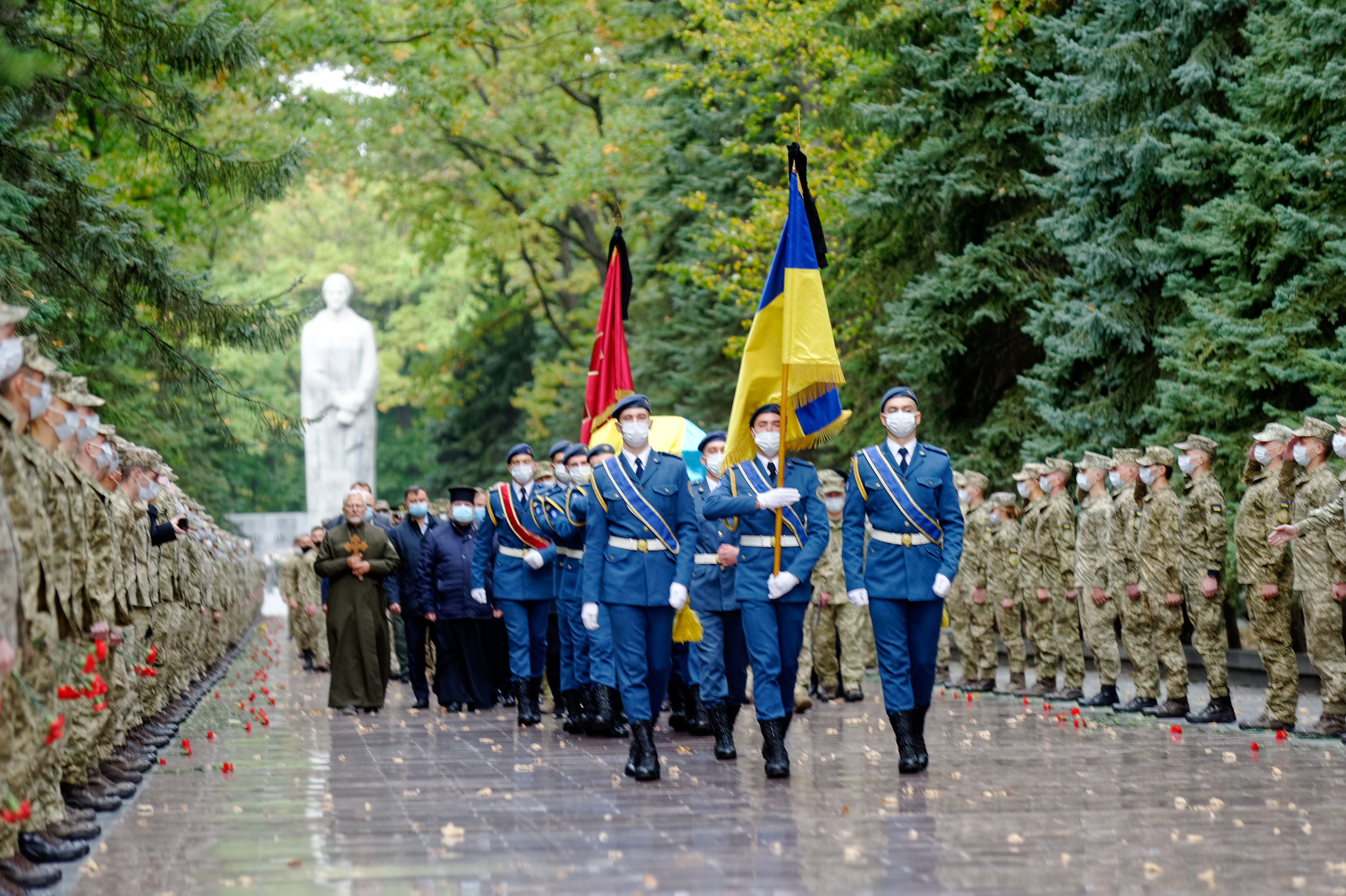
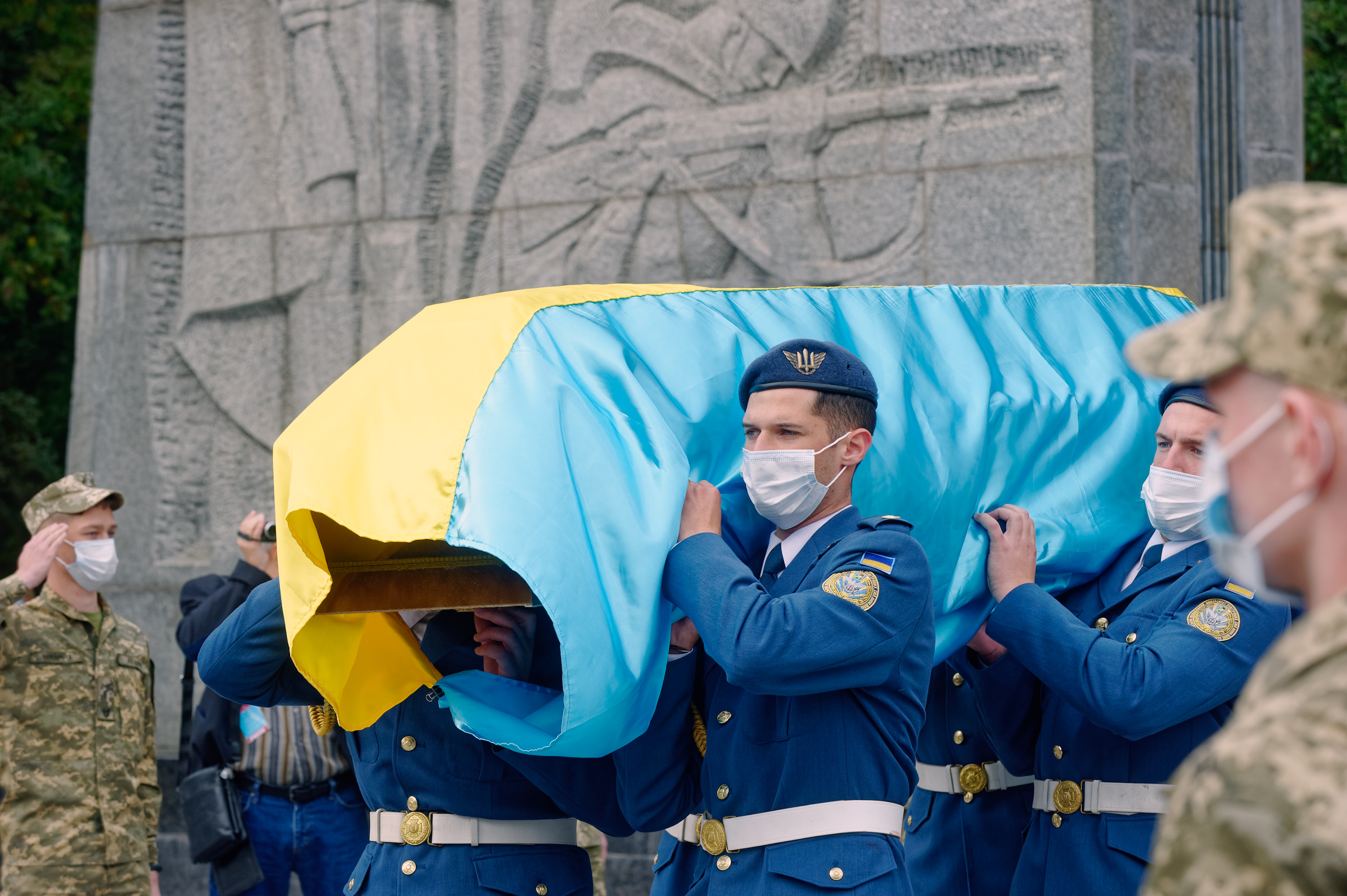